# Olbrachtówko
Olbrachtówko – wieś w Polsce położona w województwie warmińsko-mazurskim, w powiecie iławskim, w gminie Susz, na Pojezierzu Iławskim.
W latach 1954–1959 wieś należała i była siedzibą władz gromady Olbrachtówko, po jej zniesieniu w gromadzie Różnowo. W latach 1975–1998 miejscowość administracyjnie należała do województwa elbląskiego.
Zobacz teżOlbrachtowo